# Giro de Calabria
El Giro de Calabria era una carrera ciclista por etapas que se disputaba por las carreteras de Calabria, al sur de Italia, cada año durante el mes de febrero o abril. No hay que confundir con la carrera del Giro de Reggio Calabria.

## Palmarés
| Año     | Ganador          | Segundo              | Tercero           |
| ------- | ---------------- | -------------------- | ----------------- |
| 1988    | Gianni Bugno     | Emanuele Bombini     | Giuseppe Petito   |
| 1989    | Alberto Volpi    | Marco Saligari       | Stefano Colagè    |
| 1990    | Guido Winterberg | Gianluca Pierobon    | Niki Ruttimann    |
| 1991    | Paolo Botarelli  | Leonardo Sierra      | Stefano Giuliani  |
| 1992    | Marco Saligari   | Michele Coppolillo   | Franco Chioccioli |
| 1993-94 | no se disputó    |                      |                   |
| 1995    | Stefano Colagè   | Francesco Casagrande | Davide Cassani    |
| 1996    | Gabriele Colombo | Rodolfo Massi        | Michele Bartoli   |
| 1997    | no se disputó    |                      |                   |
| 1998    | Rodolfo Massi    | Michele Bartoli      | Eddy Mazzoleni    |

## Palmarés por países
| País   | Victorias |
| ------ | --------- |
| Italia | 7         |
| Suiza  | 1         |